# Pláka (Mégalopolis, Arcadie)
Pláka (grec moderne : Πλάκα) est une localité située dans le dème de Mégalopolis, dans le district régional d'Arcadie, dans la périphérie du Péloponnèse, en Grèce.
Selon le recensement de 2021, elle compte 13 habitants.